# Saint John-Fundy
Circonscription électorale Provinciale du Canada
Saint John-Fundy est une ancienne circonscription électorale provinciale du Nouveau-Brunswick créée en 1973 et dissoute en 2013 au sein des circonscriptions de Saint-Jean-Est, Rothesay, Hampton et Sussex-Fundy-St. Martins.

## Liste des députés
|  | Stuart Jamieson | Libéral                   | 1987 - 1991 |
|  | Stuart Jamieson | Libéral                   | 1991 - 1995 |
|  | Stuart Jamieson | Libéral                   | 1995 - 1999 |
|  | Rodney Weston   | Progressiste-conservateur | 1999 - 2003 |
|  | Stuart Jamieson | Libéral                   | 2003 - 2006 |
|  | Stuart Jamieson | Libéral                   | 2006 - 2010 |
|  | Glen Savoie     | Progressiste-conservateur | 2010 - 2014 |